# Odynerus wilmattae
Odynerus wilmattae är en stekelart som beskrevs av Cockerell. Odynerus wilmattae ingår i släktet lergetingar, och familjen Eumenidae. Inga underarter finns listade i Catalogue of Life.